# Мазнин, Дмитрий Михайлович
Дмитрий Михайлович Мазнин (1902, Санкт-Петербург — 14 сентября 1937) — советский поэт, критик, активный член РАПП.

## Биография
Дмитрий Мазнин родился в 1902 году в Санкт-Петербурге.
В 1921 году опубликовал сборник стихотворений, написанных в 1919-20 годах «В дыму пожаров». Более известен как литературный критик (псевдоним Арсений Гранин). Примыкал к группе Леопольда Авербаха (РАПП): осенью 1931 года секретариат РАПП, Леопольд Авербах и Иван Макарьев, отозвал его из Ростова-на-Дону в Москву для ответственной работы в РАПП.
Работал в редакциях «Красной нови», «Известия ЦИК», Гослитиздате. 
В 1936 году был арестован. Тройкой УНКВД 14 сентября 1937 года осужден по статье «контрреволюционная троцкистская деятельность». 
Расстрелян 29 октября 1937 года.